# Littorophiloscia richardsonae
Littorophiloscia richardsonae är en kräftdjursart som först beskrevs av Edward Morell Holmes och Gay 1909.  Littorophiloscia richardsonae ingår i släktet Littorophiloscia och familjen Philosciidae. Inga underarter finns listade i Catalogue of Life.